# Dean Huijsen
Dean Donny Huijsen Wijsmuller (Amsterdam, 14 april 2005) is een Nederlands-Spaans profvoetballer die doorgaans als centrale verdediger speelt. Hij stroomde in 2023 door vanuit de jeugdopleiding van Juventus FC, dat hem in januari 2024 verhuurde aan AS Roma en in juli 2024 verkocht aan AFC Bournemouth. In juni 2025 maakte hij een overstap naar Real Madrid. Huijsen debuteerde in maart 2025 in het Spaans voetbalelftal. Hij is een zoon van voormalig profvoetballer Donny Huijsen.

## Clubcarrière
Huijsen werd geboren in Amsterdam en verhuisde op 5-jarige leeftijd naar Spanje, waar hij ging voetballen bij de amateurclub Costa Unida CF in Marbella. Hij speelde sinds 2015 in de jeugdopleiding van Málaga CF, waar hij als 15-jarige voor het eerst met het eerste elftal meetrainde. Hij kreeg in de zomer van 2021 belangstelling van meerdere Spaanse clubs, waaronder Real Madrid.

### Juventus FC
Huijsen ondertekende in 2021 een driejarig contract bij Juventus FC, waar hij dacht meer te kunnen leren dan bij Málaga CF. Hij maakte in zijn eerste seizoen bij Juventus FC acht doelpunten in twintig wedstrijden voor het onder 17-elftal. In de eerste seizoenshelft van het seizoen 2022/23 speelde hij voor het onder 19-elftal en maakte hij drie doelpunten in zes wedstrijden in de UEFA Youth League. Hij debuteerde op 8 januari 2023 in de Serie C voor Juventus Next Gen, het beloftenteam van de club, in de thuiswedstrijd tegen Pordenone. Huijsen maakte op 15 februari 2023 beide doelpunten voor Juventus Next Gen bij een 2–1 zege in de halve finales van de Coppa Italia Serie C op Foggia, waarmee een strafschoppenserie werd afgedwongen. Hij benutte zijn eigen strafschop en Juventus Next Gen won de reeks. In de finale was Vicenza te sterk.
Huijsen verlengde zijn contract bij De Oude Dame in juni 2023 tot medio 2027. Hij debuteerde op 22 oktober 2023 in het eerste elftal, als vervanger van Federico Gatti in het met 0–1 gewonnen competitieduel op bezoek bij AC Milan. Hij werd op 7 november 2023 officieel toegevoegd aan het eerste elftal, samen met Kenan Yıldız.

### AS Roma
Op 6 januari 2024 werd bekend dat Huijsen door Juventus FC voor een half seizoen werd verhuurd aan competitiegenoot AS Roma. Ook Frosinone had hem willen huren. Huijsen werd bij zijn komst door AS Roma-trainer José Mourinho "een van de grootste talenten in het Europese voetbal" genoemd. Hij debuteerde voor AS Roma op 7 januari door Diego Llorente te vervangen in de rust van de thuiswedstrijd tegen Atalanta Bergamo (1–1). Drie dagen later startte hij in de basiself in de Derby della Capitale tegen Lazio in de Coppa Italia. Met een overtreding veroorzaakte hij een strafschop waaruit Lazio het enige doelpunt van de wedstrijd maakte. Huijsen maakte op 5 februari als invaller zijn eerste doelpunt op het hoogste niveau, in de 4–0 competitiezege op Cagliari. Hij werd door AS Roma niet ingeschreven voor de knock-outfase van de Europa League. Toch kon hij onder leiding van de nieuwe trainer Daniele De Rossi op speelminuten rekenen. In de zomer werd Huijsen in verband gebracht met een overstap naar Paris Saint-Germain, Bayern München, Borussia Dortmund en Newcastle United. Hij vertelde later dat hij in de zomer van 2024 gedwongen werd te vertrekken bij Juventus FC.

### AFC Bournemouth
Huijsen ondertekende op 30 juli 2024 een zesjarig contract bij het Engelse AFC Bournemouth, dat ongeveer € 20 miljoen voor hem betaalde aan Juventus FC en het voorgaande seizoen als twaalfde was geëindigd in de Premier League. Hier kreeg hij te maken met landgenoot Andoni Iraola als hoofdtrainer. Huijsen debuteerde op 28 augustus 2024 voor AFC Bournemouth in het competitieduel tegen Nottingham Forest (1–1). Hij werd op 5 december 2024 de matchwinner in de competitiewedstrijd tegen Tottenham Hotspur (1–0) met zijn eerste doelpunt voor AFC Bournemouth. Zodoende werd hij de eerste speler ooit die namens de club als tiener scoorde in de Premier League. Rond de jaarwisseling van 2024 op 2025 werd Huijsen tweemaal genomineerd voor de titel Premier League Player of the Month en in verband gebracht met een overstap naar onder andere Real Madrid.

### Real Madrid
Op 17 mei 2025 werd bekend dat Huijsen een vijfjarig contract zou ondertekenen bij de Spaanse recordkampioen Real Madrid, dat een clausule van zo'n € 60 miljoen lichtte. Hij werd daarmee de duurste verdedigende aankoop ooit van Real Madrid en de tweede duurste speler die verkocht werd door AFC Bournemouth. Op 18 juni 2025 maakte hij zijn debuut voor Real Madrid tegen Al-Hilal (1–1) in de groepsfase van het WK voor clubs. In de met 3–2 gewonnen kwartfinale tegen Borussia Dortmund kreeg Huijsen in de slotfase zijn eerste rode kaart in het profvoetbal, voor een overtreding op Serhou Guirassy. Daarmee was hij geschorst voor de halve finale, die Real Madrid met 4–0 verloor van Paris Saint-Germain.

## Statistieken
| Seizoen         | Club              | Competitie      | Competitie | Competitie | Beker | Beker | Continentaal | Continentaal | Overig | Overig | Totaal | Totaal |
| Seizoen         | Club              | Competitie      | Wed.       | Dlp.       | Wed.  | Dlp.  | Wed.         | Dlp.         | Wed.   | Dlp.   | Wed.   | Dlp.   |
| --------------- | ----------------- | --------------- | ---------- | ---------- | ----- | ----- | ------------ | ------------ | ------ | ------ | ------ | ------ |
| 2022/23         | Juventus Next Gen | Serie C         | 16         | 1          | 3     | 2     | —            | —            | —      | —      | 19     | 3      |
| 2023/24         | Juventus Next Gen | Serie C         | 11         | 0          | 0     | 0     | —            | —            | —      | —      | 11     | 0      |
| 2023/24         | Juventus FC       | Serie A         | 1          | 0          | 0     | 0     | —            | —            | —      | —      | 1      | 0      |
| 2023/24         | → AS Roma         | Serie A         | 13         | 2          | 1     | 0     | 0            | 0            | —      | —      | 14     | 2      |
| 2024/25         | AFC Bournemouth   | Premier League  | 32         | 3          | 4     | 0     | —            | —            | —      | —      | 36     | 3      |
| 2024/25         | Real Madrid       | La Liga         | —          | —          | —     | —     | —            | —            | 5      | 0      | 5      | 0      |
| 2025/26         | Real Madrid       | La Liga         | 1          | 0          | 0     | 0     | 0            | 0            | 0      | 0      | 1      | 0      |
| Carrière totaal | Carrière totaal   | Carrière totaal | 74         | 6          | 8     | 2     | 0            | 0            | 5      | 0      | 86     | 8      |

Bijgewerkt t/m 19 augustus 2025.

## Interlandcarrière

### Junioren
Huijsen werd in mei 2022 opgenomen in de Nederlandse selectie voor het EK onder 17 in Israël. Hij miste op het toernooi enkel minuten in de laatste groepswedstrijd tegen Frankrijk, toen hij als invaller binnen de lijnen kwam en net als in de groepswedstrijd tegen Polen scoorde uit een strafschop. Hij benutte ook een strafschop in de gewonnen strafschoppenserie in de halve finales tegen Servië, waarmee Nederland zich voor een derde editie op rij plaatste voor de finale van het toernooi. De finale ging verloren tegen Frankrijk. Huijsen groeide op in Spanje, maar gaf in 2022 aan voor het Nederlands elftal te willen spelen. Desondanks kreeg hij in februari 2024 de Spaanse nationaliteit en werd hij een maand later opgeroepen voor Spanje onder 21, waarvoor hij debuteerde in een oefenwedstrijd tegen Slowakije op 21 maart 2024 (0–2 nederlaag). Vijf dagen later startte hij voor het eerst in de basiself, tegen België in de EK-kwalificatie (1–0 winst). Huijsen scoorde op 6 september 2024 voor het eerst voor het Spaanse jeugdelftal. Zijn doelpunt was de openingstreffer van een 2–1 uitzege op Schotland in de EK-kwalificatie.

### Senioren
Huijsen werd op 17 maart 2025 door bondscoach Luis de la Fuente voor het eerst opgeroepen voor het Spaans voetbalelftal, als vervanger van de geblesseerde Iñigo Martínez voor de kwartfinales van de UEFA Nations League tegen zijn geboorteland Nederland. Hij debuteerde op 20 maart 2025, in de heenwedstrijd van het tweeluik in stadion De Kuip. In de 41ste minuut kwam hij in het veld voor Pau Cubarsí, waarna hij door aanwezigen werd uitgefloten. In de 61ste minuut liep hij tegen een gele kaart aan na een overtreding. Huijsen was op 9 juni 2025 basisspeler in de finale van de UEFA Nations League, die door Spanje na een penaltyserie werd verloren tegen Portugal.
| Interlands van Dean Huijsen voor Spanje | Interlands van Dean Huijsen voor Spanje | Interlands van Dean Huijsen voor Spanje | Interlands van Dean Huijsen voor Spanje | Interlands van Dean Huijsen voor Spanje | Interlands van Dean Huijsen voor Spanje |
| No.                                     | Datum                                   | Wedstrijd                               | Uitslag                                 | Competitie                              | Doelpunten                              |
| --------------------------------------- | --------------------------------------- | --------------------------------------- | --------------------------------------- | --------------------------------------- | --------------------------------------- |
|                                         |                                         |                                         |                                         |                                         |                                         |
| Als speler bij AFC Bournemouth          |                                         |                                         |                                         |                                         |                                         |
| 1                                       | 20 maart 2025                           | Nederland – Spanje                      | 2 – 2                                   | Nations League 2024/25                  |                                         |
| 2                                       | 23 maart 2025                           | Spanje – Nederland                      | 3 – 3 n.v. (5–4 pen.)                   | Nations League 2024/25                  |                                         |
| 3                                       | 5 juni 2025                             | Spanje – Frankrijk                      | 5 – 4                                   | Nations League 2024/25                  |                                         |
| 4                                       | 8 juni 2025                             | Portugal – Spanje                       | 2 – 2 n.v. (5–3 pen.)                   | Nations League 2024/25                  |                                         |

Bijgewerkt t/m 17 juli 2025.